# Yair Bonnin
Yair Iván Bonnin (Villa Elisa, 20 settembre 1990) è un calciatore argentino, portiere del Dep. Madryn.

## Carriera
Ha disputato 4 partite della Primera División 2015, esordendo il 14 febbraio in un match contro il Defensa y Justicia perso per 1-0.